# Coupe de France féminine 2013/14
Der Wettbewerb um die Coupe de France féminine in der Saison 2013/14 war die 13. Ausspielung des französischen Fußballpokals für Frauenmannschaften. Die Teilnahme ist nur für die Frauschaften der ersten und zweiten Liga verpflichtend.
Titelverteidiger Olympique Lyon setzte sich bei seiner siebten Finalteilnahme gegen die Frauen des Paris Saint-Germain FC erneut durch und nahm zum vierten Mal die Siegestrophäe entgegen. Diese Endspielpaarung hatte es 2008 schon einmal gegeben. Für Paris war es in seinem insgesamt dritten Pokalendspiel die zweite Niederlage.
Der Wettbewerb wird nach dem klassischen Pokalmodus ausgetragen; das heißt insbesondere, dass die jeweiligen Spielpaarungen ohne Setzlisten oder eine leistungsmäßige beziehungsweise ab dem Achtelfinale ohne regionale Vorsortierung der Vereine aus sämtlichen noch im Wettbewerb befindlichen Klubs ausgelost werden und lediglich ein Spiel ausgetragen wird, an dessen Ende ein Sieger feststehen musste (und sei es durch ein Elfmeterschießen – eine Verlängerung bei unentschiedenem Stand nach 90 Minuten ist nicht vorgesehen), der sich dann für die nächste Runde qualifiziert, während der Verlierer ausscheidet. Auch das Heimrecht wird für jede Begegnung durch das Los ermittelt – mit Ausnahme des Finales, das auf neutralem Platz an jährlich wechselnden Orten stattfindet –, jedoch mit der Einschränkung, dass Klubs, die gegen eine mindestens zwei Ligastufen höher spielende Elf anzutreten haben, automatisch Heimrecht bekommen.
Nach Abschluss der von den regionalen Untergliederungen des Landesverbands FFF organisierten Qualifikationsrunden griffen im Zweiunddreißigstelfinale, der sogenannten zweiten Bundesrunde (Deuxième tour fédéral), auch die zwölf Erstligisten in den Wettbewerb ein.

## Zweiunddreißigstelfinale
Spiele am 25., 26. und 29. Januar 2014. Die Vereine der beiden höchsten Ligen sind mit D1 bzw. D2 gekennzeichnet.
| - ASJ Soyaux (D1) – ESOF La Roche (D2) 5:1 - FC Toulouse (D2) – AF Rodez (D1) 1:4 - FC Aurillac Arpajon (D2) – AS Muret (D1) 1:2 - FC Nivolet – HSC Montpellier (D1) 0:5 - CA Pontarlier – Olympique Lyon (D1) 0:18 - US Estrées – Arras FCF (D1) 0:6 - USCCO Compiègne (D2) – SC Amiens (D2) 1:0 - FC Tremblay – FC Rouen (D2) 1:1 (4:2 i. E.) - US Saint-Malo – FF Issy (D2) 3:0 - ES Arques – US Gravelines (D2) 4:8 - FC Flers – VGA Saint-Maur (D2) 2:6 - Union Jurançon – ASPTT Albi (D2) 0:9 - AFC Dommartin – AS Musau Strasbourg 3:2 - FC Lorient – FC Évry 3:1 - AS Nieul – ES Vineuil-Brion 3:1 - FC Saint-Cannat – FC Sète 0:3 | - Quimper Kerfeunteun FC (D2) – Juvisy FCF (D1) 0:3 - US Rouvroy (D2) – FCF Hénin-Beaumont (D1) 1:8 - FCF Val d’Orge (D2) – Paris Saint-Germain FC (D1) 0:3 - Le Mans FC (D2) – EA Guingamp (D1) 0:0 (3:2 i. E.) - AS Saint-Martin-en-Haut – AS Saint-Étienne (D1) 1:8 - ASCA Wittelsheim – FF Yzeure Allier Auvergne (D1) 0:2 - AS Nancy (D2) – FC Vendenheim (D2) 1:1 (3:4 i. E.) - FA Le Puy (D2) – FF Nîmes Métropole Gard (D2) 0:0 (6:5 i. E.) - US Villeneuve-lès-Maguelones – Claix FF (D2) 0:6 - Olympique Marseille – FAF Marseille (D2) 1:1 (3:4 i. E.) - FCE Arlac Mérignac – ASF Les Verchers (D2) 4:0 - CPBB Rennes – Croix Blanche OSL Angers (D2) 0:3 - Limoges Landouge Foot – ES Blanquefort (D2) 0:4 - Racing Flacé-lès-Mâcon – AS Algrange (D2) 0:4 - Racing Besançon – CS Mars Bischheim (D2) 1:3 - ESM Gonfreville-l’Orcher – Iris Club Lambersart 2:1 |

## Sechzehntelfinale
Spiele am 16. Februar 2014
| - AS Muret (D1) – AF Rodez (D1) 2:3 - Claix FF (D2) – Olympique Lyon (D1) 0:6 - ASPTT Albi (D2) – ASJ Soyaux (D1) 1:3 - Arras FCF (D1) – Le Mans FC (D2) 2:1 - FC Sète – FA Le Puy (D2) 2:6 - US Saint-Malo – VGA Saint-Maur (D2) 0:1 - AFC Dommartin – FAF Marseille (D2) 0:4 - AS Nieul – FCE Arlac Mérignac 1:5 | - AS Saint-Étienne (D1) – FF Yzeure Allier Auvergne (D1) 4:0 - ES Blanquefort (D2) – HSC Montpellier (D1) 0:3 - Juvisy FCF (D1) – USCCO Compiègne (D2) 8:0 - AS Algrange (D2) – Paris Saint-Germain FC (D1) 0:5 - FC Tremblay – FCF Hénin-Beaumont (D1) 1:11 - US Gravelines (D2) – FC Vendenheim (D2) 0:4 - FC Lorient – Croix Blanche OSL Angers (D2) 0:1 - ESM Gonfreville-l’Orcher – CS Mars Bischheim (D2) 1:1 (4:5 i. E.) |

## Achtelfinale
Spiele am 16. März 2014
| - VGA Saint-Maur (D2) – Juvisy FCF (D1) 0:4 - FAF Marseille (D2) – ASJ Soyaux (D1) 1:4 - HSC Montpellier (D1) – FA Le Puy (D2) 8:0 - FCE Arlac Mérignac – AF Rodez (D1) 1:8 | - FCF Hénin-Beaumont (D1) – Paris Saint-Germain FC (D1) 0:2 - Olympique Lyon (D1) – AS Saint-Étienne (D1) 3:0 - FC Vendenheim (D2) – Arras FCF (D1) 2:2 (6:5 i. E.) - Croix Blanche OSL Angers (D2) – CS Mars Bischheim (D2) 2:2 (4:5 i. E.) |

## Viertelfinale
Spiele am 13. April 2014
| - AF Rodez (D1) – Juvisy FCF (D1) 0:1 - ASJ Soyaux (D1) – FC Vendenheim (D2) 3:2 | - Olympique Lyon (D1) – HSC Montpellier (D1) 6:0 - CS Mars Bischheim (D2) – Paris Saint-Germain FC (D1) 0:9 |

## Halbfinale
Spiele am 10./11. Mai 2014
| - Juvisy FCF (D1) – Paris Saint-Germain FC (D1) 0:6 | - ASJ Soyaux (D1) – Olympique Lyon (D1) 0:3 |

## Finale
Spiel am 7. Juni 2014 in der MMArena von Le Mans vor 6.588 Zuschauern
- Olympique Lyon – Paris Saint-Germain FC 2:0 (0:0)

### Aufstellungen
Lyon: Sarah Bouhaddi – Corine Petit, Saki Kumagai, Wendie Renard , Lara Dickenmann – Amandine Henry, Camille Abily, Louisa Nécib (Amel Majri, 80.) – Élodie Thomis (Élise Bussaglia, 55.), Lotta Schelin (Laëtitia Tonazzi, 83.), Eugénie Le Sommer
Trainer: Patrice Lair
Paris: Katarzyna Kiedrzynek – Jessica Houara, Sabrina Delannoy , Laura Georges, Laure Boulleau – Kheira Hamraoui, Caroline Pizzala (Shirley Cruz Traña, 69.), Tobin Heath, Kenza Dali (Kosovare Asllani, 70.) – Marie-Laure Delie, Lindsey Horan (Linda Bresonik, 76.)
Trainer: Farid Benstiti
Schiedsrichterin: Séverine Zinck

### Tore
1:0 Dickenmann (57.)
2:0 Petit (61.)
Besonderes
Das Endspiel sollte ursprünglich im Stade Fred-Aubert von Saint-Brieuc stattfinden, wurde aber, offenbar auf Wunsch des Fernsehsenders France 4, Mitte April nach Le Mans vergeben – mit der Begründung, in Saint-Brieuc sei die Flutlichtanlage nicht leistungsstark genug für eine Live-Übertragung zur Prime Time.

## Nachweise und Anmerkungen
1. ↑  siehe den Artikel „La finale au MMArena“ vom 11. April 2014 bei footofeminin.fr